# Cenlecen
Cenlecen is een bestuurslaag in het regentschap Pamekasan van de provincie Oost-Java, Indonesië. Cenlecen telt 3280 inwoners (volkstelling 2010).